# جداساز پیوند ان-پی
جداساز پیوند اِن-پی روشی است که برای جداسازی الکتریکی قطعات الکترونیکی، مانند ترانزیستورها، روی مدار مجتمع (آی‌سی) با احاطه قطعات با پیوند p-n معکوس بایاس شده، استفاده می‌شود.

## مقدمه
با احاطه یک ترانزیستور، مقاومت، خازن یا قطعات دیگر در یک آی‌سی با مواد نیم‌رسانا که با استفاده از یک گونه مخالف از آلاینده زیرلایه آلایش‌شده‌است و اتصال این ماده اطراف آن به ولتاژی که پیوند p-n را در بایاس معکوس قرار می‌دهد، تشکیل می‌شود. می‌توان ناحیه‌ای را ایجاد کرد که یک «چاه» جداشده الکتریکی را در اطراف قطعه تشکیل می‌دهد.

## تاریخچه
قبل از اختراع مدار مجتمع، دیودها و ترانزیستورهای گسسته، نشت پیوند بایاس-معکوس نسبتاً زیاد و ولتاژ شکست پایین را به نمایش می‌گذارند، که ناشی از تراکم زیاد تله‌ها در سطح سیلیکون تک بلوری است. راه حل این مشکل فرایند غیرفعال‌سازی سطح بود که توسط مهندس مصری محمد عطاالله در آزمایشگاه‌های تلفن بل (BTL) تهیه شده‌است. وی کشف کرد که وقتی یک لایه نازک از دی‌اکسید سیلیکون روی سطح سیلیکون که پیوند p-n در آن سطح را احاطه می‌کند، رشد می‌کند، جریان نشتی محل پیوند با ضریبی از ۱۰ به ۱۰۰ کاهش می‌یابد. این نشان می‌داد که اکسید بسیاری از تله‌های رابط و اکسید را کاهش داده و آن را تثبیت می‌کند. خنثی‌سازی اکسید سطوح سیلیکون باعث شد دیودها و ترانزیستورها با با مشخصه‌های قطعه به‌طور قابل توجهی بهبود یافته، ساخته شوند، در حالی که مسیر نشت در امتداد سطح سیلیکون نیز به‌طور مؤثری مسدود بود. این یکی از قابلیت‌های اصلی لزوم جداسازی برای فناوری مسطح و مدارهای مجتمع شد است. به گفته مهندس فرچایلد سمیکانداکتر چی-تانگ ساه، روش غیرفعال‌سازی سطح عطاالله برای توسعه مدار یکپارچه سیلیکونی بسیار مهم بود.
عطاالله برای اولین بار روش غیرفعال‌سازی سطح خود را در یادداشت‌های BTL در سال ۱۹۵۷ منتشر کرد، پیش از ارائه کار خود در جلسه انجمن الکتروشیمیایی ۱۹۵۸. این مبنایی برای فرایند مسطح ژان هورنی شد، که به نوبه خود مبنای مدار یکپارچه رابرت نویس بود.
هنگامی که رابرت نویس در سال ۱۹۵۹ مدار یکپارچه مجتمع را اختراع کرد، ایده وی برای جداسازی اتصالات p-n بر اساس فرایند مسطح هورنی بود. در سال ۱۹۷۶، نویس اظهار داشت که، در ژانویه ۱۹۵۹، او در مورد کار لیووچ اطلاعی ندارد.